# يوشيتاكا أمانو
يوشيتاكا أمانو و (باليابانية: 天野 喜孝 (سابقا 天野 嘉孝)) ويقراء أمانو يوشيتاكا (ولد 28 يوليو 1952) وهو رسام ياباني عُرفَ برسوماته التوضيحية لفمباير هنتر دي (Vampire Hunter D) وتصميمه لشخصياته، ورسومات التوضيحية لشخصيات وعناوين الشعارات لسلسلة فاينل فانتسي التي انتجتها شركة سكوير إنيكس سابقا سكوير، سكوير سوفت.

## سيرته

### نشأته
ولد يوشيتاكا أمانو في شيزوكا، اليابان كباقي المراهقين الصغار، مع انه كان مولعاً برسم. وفي عام 1967 بداء العمل في تتسنوكو برودكشن في قسم الأنيميشن. وكان أول دفعة مشروع سبيد ريسر الأنيمي والمعروف ب ماخ جوجوجو (Mach GoGoGo)، وعمل على تصميم شخصيات ظهرت كأنيمي مثل سلسلة تايم بوكن (Time Bokan), سلسلة جاتشامان (Gatchaman), تكامان (Tekkaman), وهني بيي.
عمل أمانو في تتسنوكو برودكشن حتى غادرها في عام 1982.

### فاينل فانتسي
انضم أمانو إلى سكوير المعروفة الآن بسكوير إنيكس للعمل على ما كان متوقع أن تكون فرصتهم الأخيرة في ألعاب الفيديو على جهاز النينيندو إنترتينمنت سيستم كانت فاينل فانتسي (صدرت 18 ديسمبر 1987 في اليابان). هذه المهمة فتحت مجالا جديدا لأمانو. فاينل فانتسي، الأولى جلبت النجاح لسكوير وشعبية في مجال العاب الار بي جي في اليابان كما حققت شهرة متوسطة عالميا. كما أنه يعمل لدى شركة ألعاب فيديو أخرى تدعى كوري برميجيات koubou كمصمم أغلفة بالرسم التوضيحي وكذلك تصاميم بعض من الشخصيات. شمل هدا العمل في كوري سلسة فريست كوين والتي على الرغم من كونها غير معروفه في خارج اليابان إلى حدٍ ما، والتي تعتبر الكلاسيكية في اليابان.

### تفرع
في عام 1989، كان له أول معرض بعنوان "Hiten" في Yurakucho Mullion في طوكيو، اليابان. وواصل العمل مع سكوير وسلسلة فاينل فانتسي، وفي عام 1990 بدأ العمل كرسام لخشبة المسرح. أول عمل له للمسرح كان Tamasaburo Bando's في Nayotake، الذي كان في العام نفسه. خلال هدا الوقت بينما كان يعمل في الرسم التوضيحي، ومصمم شخصيات وواضع تصاميم، أصبحت أعماله معروفة في المعارض.
في عام 1994، بعد فاينل فانتسي السادس، لم يعد الشخصيات الرئيسية، الصور ومصمم جرافيك من سلسلة فاينل فانتسي (بدأ بتقديم رسم الشخصيات وترويجاها للألعاب القادمة، وكذلك عمل على تصاميم عناوين الشعارات بنسبة لمعظم الألعاب), ولكن في عام 1995 بداء يعرف جيدا حول العالم بعمله Biennale d'Orléans بالفرنسية, وبعد ذلك في ورشة العمل ومعرض "Think Like Amano" في نيويورك المنشاء في عام 1997, والدي تلاه معرض آخر في نيويورك في مؤسسة Angel Orensanz بعنوان «البطل». كما ظهر أمانو في فليم New Rose Hotel في سنة 1998 وهو مقتبس من القصص القصيرة لوليام جيبسون بنفس الاسم والذي لعب شخصية هيروشي.

### أنيميشن
- ألف ليلة وليلة عام 1998
- كيمبا الأسد الأبيض عام 2009

### الرسم التصويري
- قصة غنجي عام 1997

### ألعاب الفيديو
| اسم اللعبة                      | أول إصدار | اسم الجهاز                                    | دور أمانو                                                               |
| ------------------------------- | --------- | --------------------------------------------- | ----------------------------------------------------------------------- |
| فاينل فانتسي I                  | 1987      | نينتندو إنترتينمنت سيستم                      | مصمم الشخصيات، مصمم عنوان الشعار ومصمم الجرافيكس                        |
| فاينل فانتسي II                 | 1988      | نينتندو إنترتينمنت سيستم                      | مصمم الشخصيات، مصمم عنوان الشعار ومصمم الجرافيكس                        |
| فريست كوين                      | 1988      | نيك بي سي-9801، شارب إكس68000                 | رسام غلاف العلبة                                                        |
| ديول                            | 1989      | بي سي-8801                                    | رسام غلاف العلبة                                                        |
| ديول 98                         | 1989      | نيك بي سي-9801                                | رسام غلاف العلبة                                                        |
| فاينل فانتسي III                | 1990      | نينتندو إنترتينمنت سيستم                      | مصمم الشخصيات، مصمم عنوان الشعار                                        |
| فيرست كوين 2                    | 1990      | إن اي سي PC98، شارب X68000                    | رسام غلاف العلبة                                                        |
| فاينل فانتسي VI                 | 1991      | سوبر نينتندو إنترتينمنت سيستم                 | مصمم الشخصيات، مصمم الصور وعنوان الشعار                                 |
| فاينل فانتسي V                  | 1992      | سوبر نينتندو إنترتينمنت سيستم                 | مصمم الشخصيات، مصمم الصور وعنوان الشعار                                 |
| كاواناجيما بونروكو              | 1992      | نيك بي سي-9801                                | رسام غلاف العلبة                                                        |
| فيرست كوين 3                    | 1993      | نيك بي سي-9801                                | رسام غلاف العلبة                                                        |
| فاينل فانتسي VI                 | 1994      | سوبر نينتندو إنترتينمنت سيستم                 | مصمم الشخصيات، مصمم الصور وعنوان الشعار                                 |
| فرونت ميشن                      | 1995      | سوبر نينتندو إنترتينمنت سيستم                 | مصمم الشخصيات                                                           |
| ماتن دينسيتسو                   | 1995      | سوبر نينتندو إنترتينمنت سيستم                 | مصمم الشخصيات                                                           |
| فرونت ميشن: قن هزارد            | 1996      | سوبر نينتندو إنترتينمنت سيستم                 | مصمم الشخصيات                                                           |
| فاينل فانتسي VII                | 1997      | بلاي ستيشن، مايكروسوفت ويندوز                 | أعمال فنية ترويجية، صور رسوم توضيحية، مصمم عنوان الشعار وعمل فني لشخصية |
| كارتيا: دا ورلد اوف فيت         | 1998      | بلاي ستيشن                                    | الفن والتصميم                                                           |
| فاينل فانتسي VIII               | 1999      | بلاي ستيشن                                    | أعمال فنية ترويجية، رسام الصور، مصمم عنوان الشعار وعمل فني لشخصية       |
| فاينل فانتسي XI                 | 2000      | بلاي ستيشن                                    | الرسم التوضيحي والمصمم الأصلي لشخصيات                                   |
| إلدورادو قيت المجلد. من 1 إلى 7 | 2000-2001 | دريم كاست                                     | مدير فني وتصاميم إضافية                                                 |
| فاينل فانتسي X                  | 2001      | بلاي ستيشن 2                                  | أعمال فنية ترويجية، رسام الصور، مصمم عنوان الشعار وعمل فني لشخصية       |
| فاينل فانتسي X-2                | 2001      | بلاي ستيشن 2                                  | أعمال فنية ترويجية، مصمم عنوان الشعار ومصور الصورة                      |
| فاينل فانتسي XI                 | 2002      | مايكروسوفت ويندوز، بلاي ستيشن 2، إكس بوكس 360 | أعمال فنية ترويجية، مصمم عنوان الشعار ومصور الصورة                      |
| فاينل فانتسي XII                | 2006      | بلاي ستيشن 2                                  | أعمال فنية ترويجية، مصمم عنوان الشعار ومصور الصورة                      |
| ديسيديا: فاينل فانتسي           | 2008      | بلاي ستيشن بورتبل                             | مصمم عنوان الشعار ومصور الصورة                                          |
| فاينل فانتسي XIII               | 2009      | بلاي ستيشن 3، إكس بوكس 360                    | أعمال فنية ترويجية، مصمم عنوان الشعار ومصور الصورة                      |
| فاينل فانتسي أجيتو 13           | ?         | بلاي ستيشن بورتبل                             | أعمال فنية ترويجية، مصمم عنوان الشعار ومصور الصورة                      |
| فاينل فانتسي فيرسز 13           | ?         | بلاي ستيشن 3                                  | أعمال فنية ترويجية، مصمم عنوان الشعار ومصور الصورة                      |
| لورد فيرميليون                  | ?         | أركيد                                         | البطاقات المصورة                                                        |
| بيوند قود اند إيفل 2            | ?         | بلاي ستيشن 3، إكس بوكس 360                    | الفن والتصميم                                                           |
| فاينل فانتسي XIV أون لاين       | ?         | مايكروسوفت ويندوز، بلاي ستيشن 3               | مصمم عنوان الشعار                                                       |
| ديسيديا 012 فاينل فانتسي        | 2011      | بلاي ستيشن بورتبل                             | مصمم عنوان الشعار ومصور الصورة                                          |

- ملاحظة: تتسويا نومورا أيضا كان مصمم شخصيات ثانوي في فاينل فانتسي VI, ومصمم الشخصيات الرئيسية لفاينل فانتسي VII وفاينل فانتسي VIII وفاينل فانتسي X وفاينل فانتسي X2 وفاينل فانتسي XIII وديسيديا: فاينل فانتسي. تتسويا نومورا ونوبويوشي ميهارا كانوا مصممين الشخصيات لـفاينل فانتسي XI وتوشيوكي إيتاهانا كان مصمم شخصيات فاينل فانتسي IX. أكيهيكو يوشيدا كان مصمم شخصيات فاينل فانتسي XII يوشيتاكا أمانو قد ذكر أنه يعمل حاليا على فاينل فانتسي XIII وفاينل فانتسي فيرسيز XIII. أكد انه سيكون مصمم عنوان الشعار ومصور الصوة في الفابيلا نوفا كريستالز.

## وصلات خارجية
- يوشيتاكا أمانو على موقع IMDb (الإنجليزية)
- يوشيتاكا أمانو على موقع ميوزك برينز (الإنجليزية)
- يوشيتاكا أمانو على موقع أول موفي (الإنجليزية)
- يوشيتاكا أمانو على موقع أول ميوزيك (الإنجليزية)
- يوشيتاكا أمانو على موقع ديسكوغز (الإنجليزية)
- يوشيتاكا أمانو على موقع قاعدة بيانات الفيلم (الإنجليزية)
- يوشيتاكا أمانو على موقع ANN person (الإنجليزية)

يوشيتاكا أمانو  على قاعدة بيانات الخيال التأملي على الإنترنت
- عالم يوشيتاكا أمانو- فن يوشيتاكا أمانو  (إنجليزي)
- يوشيتاكا أمانو- معرض يوشيتاكا أمانو (إنجليزي)
- كوميك بوك دي بي